# Elin Kolev

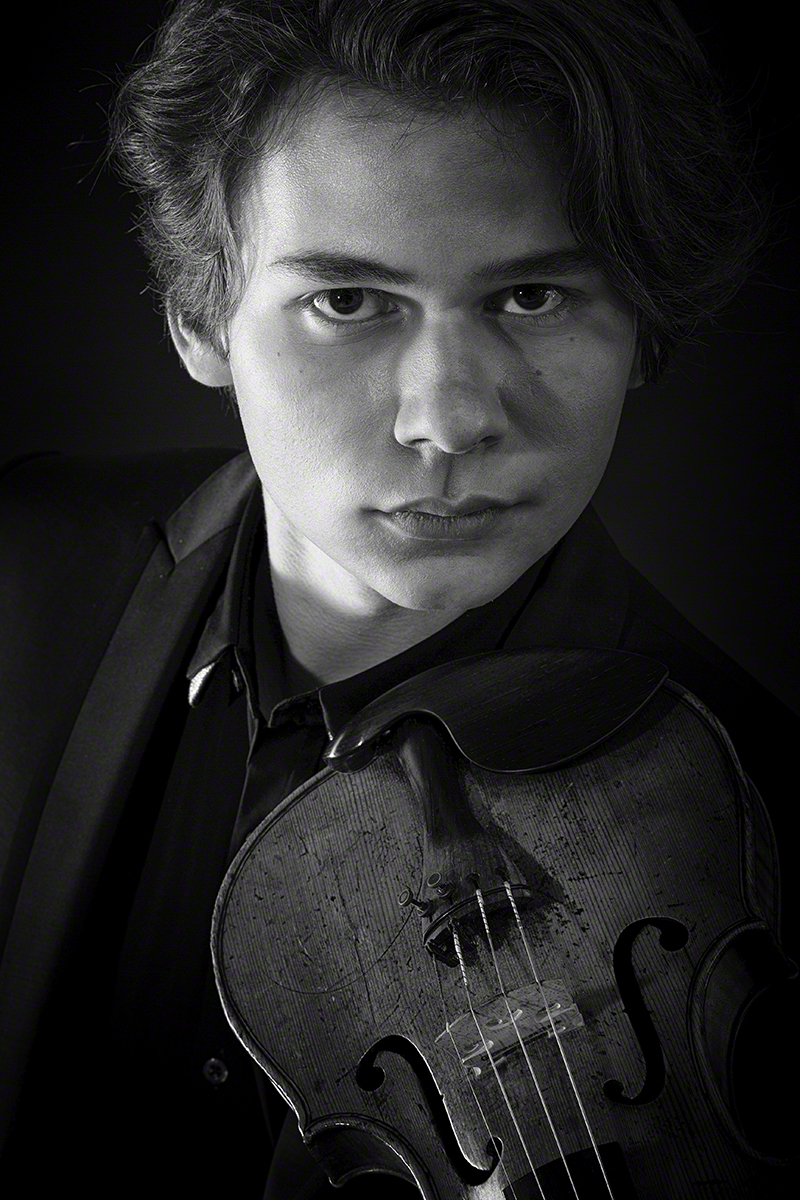
Elin Kolev in 2016

Elin Kolev (* 17. Dezember 1996 in Zwickau) ist ein deutscher Violinist.

## Leben
Elin Kolev wurde als zweites Kind des bulgarischen Geiger-Ehepaares Margaritka und Marian Kolev geboren. 2001 begann er seine Violinausbildung am Robert-Schumann-Konservatorium Zwickau. Bereits als Zehnjähriger wurde Kolev an der Hochschule für Musik und Theater „Felix Mendelssohn Bartholdy“ Leipzig als Schüler von Carolin Widmann aufgenommen. Dort belegte er auch Meisterkurse bei Thomas Brandis, Zakhar Bron, Friedemann Eichhorn, Pamela Frank, Saschko Gawriloff, Rainer Kussmaul, Igor Ozim und Gábor Takács-Nagy. Nach seinem Erfolg beim IBLA-Grand-Prix trat er 2009 eine USA-Tournee an, die den Gewinnern dieses Preises als Auszeichnung zusteht. Unter anderem spielte er am 27. April 2009 in der New Yorker Carnegie Hall. Wieder in Deutschland, erhielt er Live-Auftritte bei zahlreichen Fernsehsendern. Seit April 2009 bekommt Kolev ein Stipendium der Albert-Eckstein-Stiftung; er spielt eine der Stiftung gehörende Violine von Lorenzo Carcassi (Florenz) aus dem Jahre 1749.

## Film-Auftritt
Kolev spielt eine der Hauptrollen in dem Film Wunderkinder von Marcus O. Rosenmüller aus dem Jahr 2011.

## Preise
- 2007 Erster Preis beim Landeswettbewerb Sachsen Jugend musiziert[7]
- 2007 Gewinner des EnviaM-Talentwettbewerbs Sachsen/Ostthüringen
- 2008 Preis als Bestes junges Talent und Pablo-de-Sarasate-Preis beim 17. IBLA Grand Prize in Ragusa/Italien[8]
- 2010 Europäischer Hoffnungspreisträger – anlässlich der Europäischen Kulturpreisverleihungen am 8. Mai 2010 in der Albert-Ludwigs-Universität in Freiburg i.Br.